# イヴリーヌ県
イヴリーヌ県（イヴリーヌけん、Yvelines）は、フランスのイル＝ド＝フランス地域圏に属し、パリの西に位置する県である。
かつてのセーヌ＝エ＝オワーズ県（fr）が解体され、1964年に新設された。人口では国内8位の県である。県庁所在地ヴェルサイユは、ヴェルサイユ宮殿の発展とともにアンシャン・レジーム時代に首都機能を持ち、1871年から1879年までの第三共和政時代にも同様の役割を果たした。それ以降も、宮殿はフランス国会開会の際に議場として利用され、憲法改正の採択が行われた。

## 地理

イヴリーヌとその周囲

パリ盆地の中心に位置する。県は北をヴァル＝ドワーズ県、東をオー＝ド＝セーヌ県、南東をエソンヌ県と接する（これらの県はイヴリーヌと同様、旧セーヌ＝エ＝オワーズ県廃止によって生まれた県である）。南東を接するウール＝エ＝ロワール県はサントル＝ヴァル・ド・ロワール地域圏に属している。北西を接するウール県はオート＝ノルマンディー地域圏である。
県東部はその北側をセーヌ川に沿っており、パリ都市圏の一部であるが、県の残りの部分はいまだ農村であり、ランブイエの森のような豊かな森林地帯を持つ。
人口が2万5000人以上のコミューンは、ヴェルサイユ、サルトルーヴィル、マント＝ラ＝ジョリー、サン＝ジェルマン＝アン＝レー、ポワシー、コンフラン＝サントノリーヌ、モンティニー＝ル＝ブルトンヌー、プレジール、ウイユ、レ・ミュロー、ランブイエである。これらは、サン＝カンタン＝アン＝イヴリーヌのニュータウンに含まれる7つのコミューンと同様、県北東部に多く点在する。
イヴリーヌの地形は、平均標高150mの、谷に刻まれた平野である。最も標高の高い地点201mは県の最も北にあるガレンヌの森の中にあり、ヴェクサン・フランセ地方との境界にあたる。反対に最も低いのは、セーヌ川がイヴリーヌから出てウール県へ入る直前の地点、セーヌ川の西進する場所で9mしかない。
イヴリーヌの地質構造はイル＝ド＝フランスのそれと一致する。より一般的には、パリを中心とした広大な堆積盆地であるパリ盆地の中である。これは第三紀時代の、石灰岩、マール、砂と粘土が交互に重なった積層で構成される。

## 由来
イヴリーヌとは、古い地名であるイヴリーヌの森（forêt d'Yveline）からの借名である。イヴリーヌは8世紀の低ラテン語でSylva aquilinaと呼ばれていた。aquilinaの語源ははっきりしない。複数形のYvelinesは誤りである。イヴェット（Yvette）という地名と同じ語源である。しかしラテン語でaquaは水を指すため、後者の可能性が高い。古フランス語でeve、iveとなって、-etteという小さな接尾辞が付けられたのである。ランブイエ周辺で、このイヴリーヌという地名がついたコミューン名を複数見つけることができる。

## 経済
2006年の調査において、イヴリーヌは542 152人の雇用を創出している。これは地域圏全体の9.8%にあたる。イヴリーヌ経済は地域圏中パリ、オー＝ド＝セーヌ県、セーヌ＝サン＝ドニ県に次いで第4位であり、グラン・クーロンヌ内では1位である。
地域圏内の他所と同様に、第三次産業が職種の75.7%と多数を占めているが、他の県に比べると大幅に少ない（地域圏での平均は81.8%である）。イヴリーヌは地域圏で最も工業化が進んだ県であり、96,506もの製造職がある。これは地域圏全体の16.4%である。農業は雇用全体の0.6%とわずかである。県経済は1999年から2006年まで比較的ダイナミックであり、総雇用が7.5%上昇した。しかしこれは地域圏の平均成長率＋9.3%よりも下回っている。

## 観光
イヴリーヌにおける観光は、パリに近いところが好まれ、そしてフランスで最も観光客が訪れるヴェルサイユ宮殿があることが特徴である。2007年に観光客が最も訪れた場所は、ベルサイユ宮殿周囲（5 236 317人）、トワリー動物園（378 639人）、エランクールにあるテーマパーク、フランス・ミニアチュール（175000人）、エスパス・ランブイエ（103 545人）であった。ヴェルサイユ宮殿は、イル＝ド＝フランスの有料観光地の中で、ディズニーランド・パリ、ルーヴル美術館、エッフェル塔に次いで4位であった（2008年）。

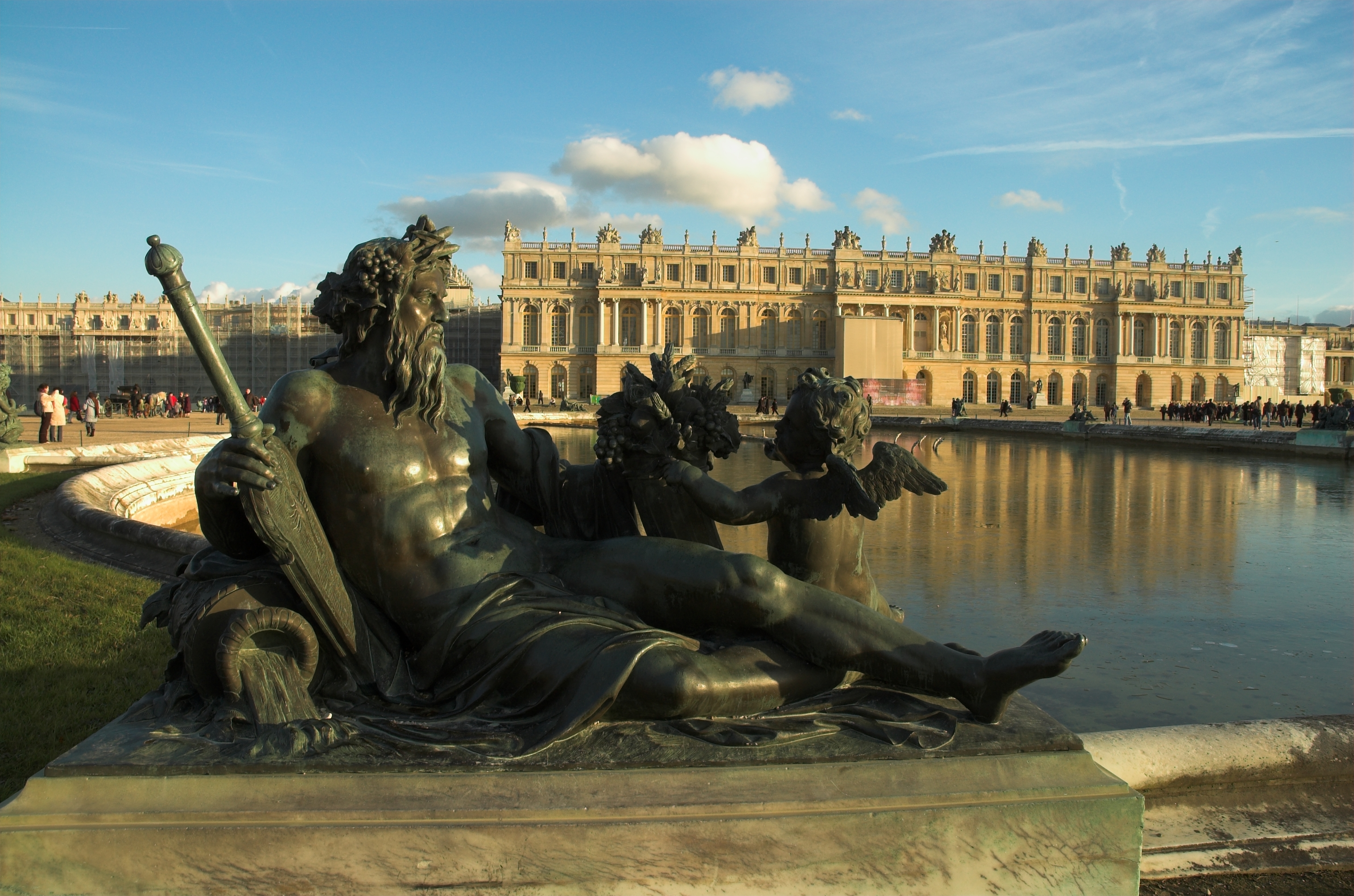
ヴェルサイユ宮殿
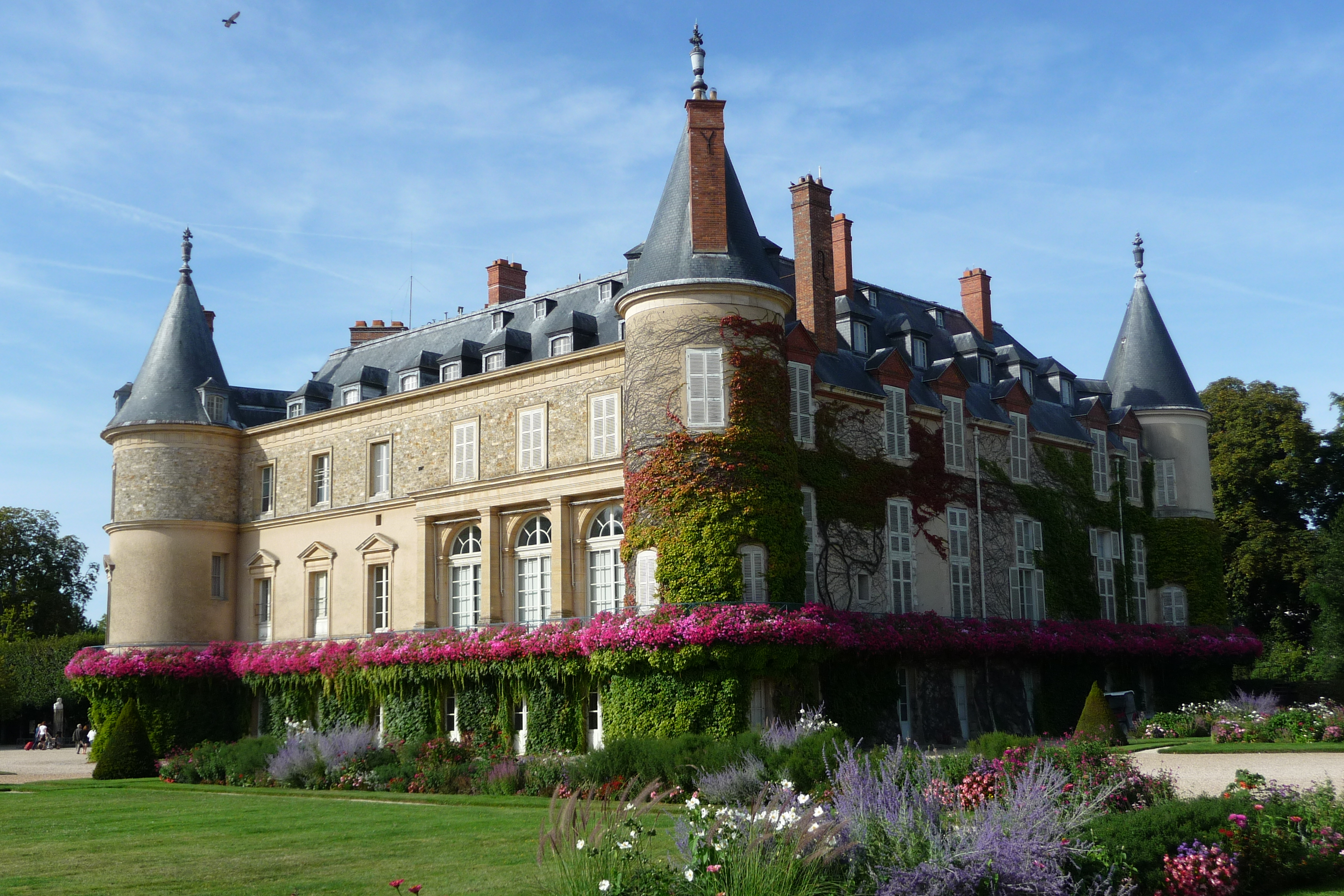
ランブイエ城
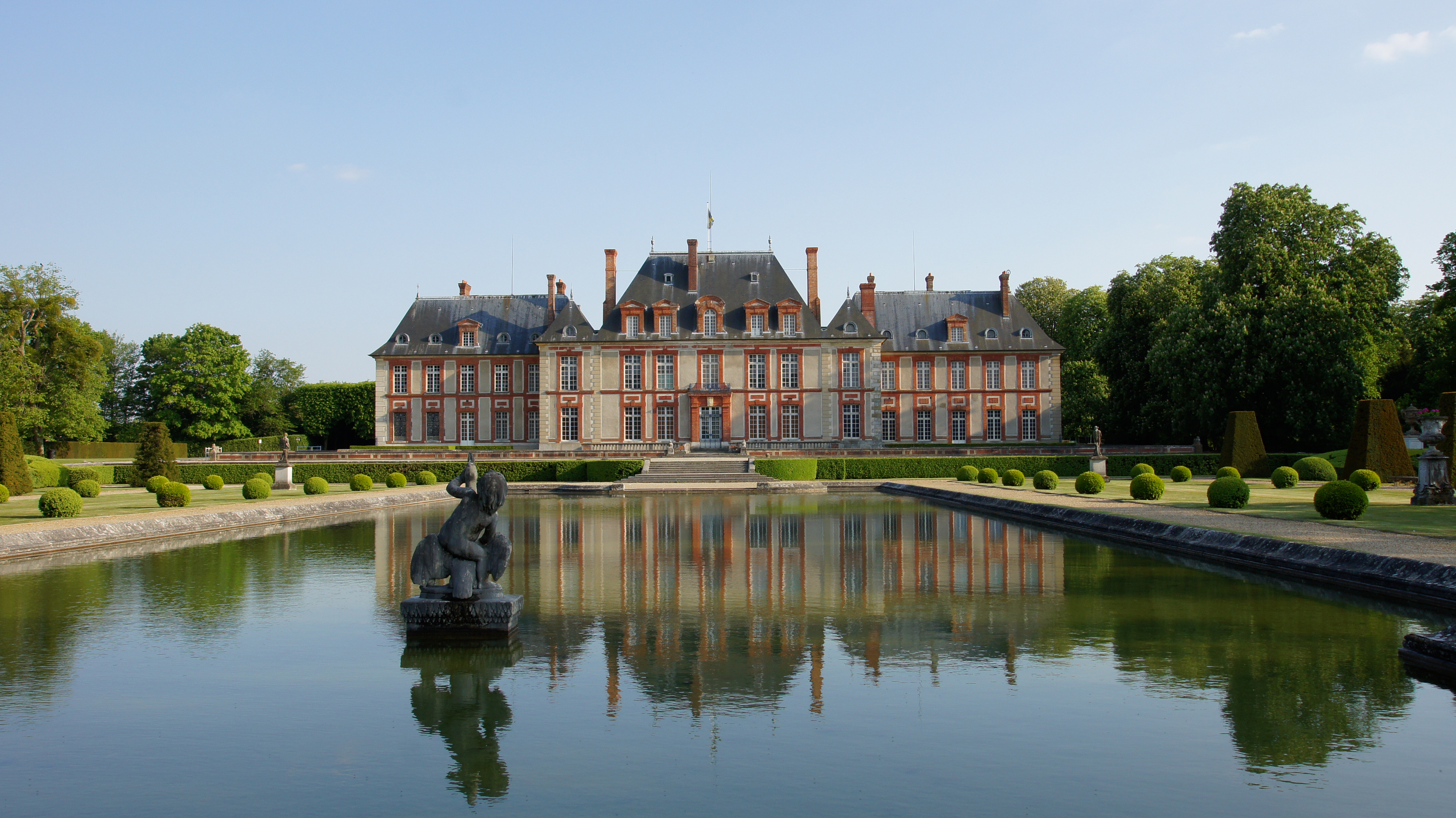
ブルトゥイユ城

## 人口統計
イヴリーヌの人口は新設以来力強い成長を経験している。1970年代半ばまでこの強い成長は続いたが平均年間成長率は以後鈍化した。これは1975年までの大幅な移住のおかげである。しかしその後1999年からマイナス傾向にある。
| 1968年  | 1975年    | 1982年    | 1990年    | 1999年    | 2006年    | 2011年    |
| ------- | --------- | --------- | --------- | --------- | --------- | --------- |
| 854.382 | 1.082.255 | 1.196.111 | 1.307.150 | 1.354.304 | 1.395.804 | 1.413.635 |

参照元:INSEE · 

イヴリーヌの人口密度

2006年時点の県の人口密度は611人/km2であった。これはフランス・メトロポリテーヌの平均113人/km2よりはるかに高いが、地域圏内の平均より低い（960人km2)。この平均は大幅な格差をカバーしている。結果として、県全体の3/4を占める県西部と南部では主として人口密度が平均以下である。こうした地域では、県全体の半分にも満たない85のコミューンで人口密度が100人/km2以下なのである。対照的に、パリ大都市圏の延長である北東部は最も都市化が進み、より高い人口密度を擁し、7 000人/km2にもなる。
こうした二分された姿は県内に2つの都市軸があることを表す。1つは西のシャトゥーからマント＝ラ＝ジョリー、ボニエール＝シュル＝セーヌへと続くセーヌ川谷沿いの軸、もう1つは北東から南西に向けた軸で、ヴィロフレーとヴェルサイユから直線でランブイエへ向かう、国道10号線に沿った軸である。後者の軸は、ヴェルサイユ南西に誕生したニュータウン、サン＝カンタン＝アン＝イヴリーヌの創設という強力な後押しを受けた。

## 政治
長い間フランス王の宮廷がヴェルサイユに置かれていたイヴリーヌは、いまだ国政において控えめな役割を担っている。
イヴリーヌでは、世界の先進国グループの会合が2度開催されている。1975年にこの種の首脳会議として最初にランブイエ城で開催されたG6、1982年にヴェルサイユ宮殿で開催されたG7である。
イヴリーヌの政治的傾向は、様々な政治的表現で証明されているように右派傾向である。県議会の多数会派である『イヴリーヌのために一緒に』（Ensemble pour les Yvelines）は39の議席のうち、25人のUMP議員と1人の新中道議員、2人のDVD議員を含む28人が所属する。
2008年フランス地域圏選挙以来、左派政党が都市部の多くで躍進する傾向であることが確認できる。したがって、2012年フランス大統領選挙では、ニコラ・サルコジは第2回投票で全国平均の投票数48,36 %より明らかに高い54,30 %を獲得した。
| 最近の選挙結果                         |                                |                        |         |
| 大統領選挙 (第2回投票)                 |                                |                        |         |
| 投票                                   | 候補者                         | 政党                   | 結果    |
| 2002年フランス大統領選挙               | ジャック・シラク               | RPR                    | 85,59 % |
| 2002年フランス大統領選挙               | ジャン・マリー・ル・ペン       | FN                     | 14,41 % |
| 2002年フランス大統領選挙               | 81,96 % de participation       |                        |         |
| 2007年フランス大統領選挙               | ニコラ・サルコジ               | UMP                    | 58,71 % |
| 2007年フランス大統領選挙               | セゴレーヌ・ロワイヤル         | PS                     | 41,29 % |
| 2007年フランス大統領選挙               | 86,17 % de participation       |                        |         |
| 2012年フランス大統領選挙               | ニコラ・サルコジ               | UMP                    | 54,30 % |
| 2012年フランス大統領選挙               | フランソワ・オランド           | PS                     | 45,70 % |
| 2012年フランス大統領選挙               | 82,28 % de participation       |                        |         |
| 欧州議会議員選挙 (2回のハイスコア)     |                                |                        |         |
| 投票                                   | 名簿上位者                     | 政党                   | 結果    |
| 2004年欧州議会議員選挙 (フランス)      | アルレム・デジール             | PS                     | 22,23 % |
| 2004年欧州議会議員選挙 (フランス)      | パトリック・ゴベール           | UMP                    | 20,86 % |
| 2004年欧州議会議員選挙 (フランス)      | 46,40 % de participation       |                        |         |
| 2009年欧州議会議員選挙 (フランス)      | ミシェル・バルニエ             | UMP                    | 34,98 % |
| 2009年欧州議会議員選挙 (フランス)      | ダニエル・コーン＝ベンディット | ヨーロッパ・エコロジー | 19,58 % |
| 2009年欧州議会議員選挙 (フランス)      | 43,95 % de participation       |                        |         |
| フランス上院議員選挙 (2回のハイスコア) |                                |                        |         |
| 投票                                   | 名簿上位者                     | 政党                   | 結果    |
| 2004年フランス上院議員選挙             | アラン・グルナック             | UMP                    | 51,93 % |
| 2004年フランス上院議員選挙             | カトリーヌ・タスカ             | PS                     | 24,22 % |
| 2004年フランス上院議員選挙             | 98,62 % de participation       |                        |         |
| 2011年フランス上院議員選挙             | ジェラール・ラルシェール       | UMP                    | 53,66 % |
| 2011年フランス上院議員選挙             | カトリーヌ・タスカ             | PS                     | 26,16 % |
| 2011年フランス上院議員選挙             | 98,63 % de participation       |                        |         |
| フランス地域圏選挙 (第2回投票)         |                                |                        |         |
| 投票                                   | 名簿上位者                     | 政党                   | 結果    |
| 2004年フランス地域圏選挙               | ジャン＝フランソワ・コペ       | UMP                    | 46,51 % |
| 2004年フランス地域圏選挙               | ジャン・ポール・ユション       | PS                     | 43,50 % |
| 2004年フランス地域圏選挙               | 66,44 % de participation       |                        |         |
| 2010年フランス地域圏選挙               | ヴァレリー・ペクレス           | UMP                    | 50,54 % |
| 2010年フランス地域圏選挙               | ジャン・ポール・ユション       | PS                     | 49,46 % |
| 2010年フランス地域圏選挙               | 48,81 % de participation       |                        |         |
| 国民投票                               |                                |                        |         |
| 投票                                   | 質問                           | 立場                   | 結果    |
| 2000年フランス憲法国民投票             | 大統領任期の5年制              | 賛成                   | 71,44 % |
| 2000年フランス憲法国民投票             | 大統領任期の5年制              | 反対                   | 28,56 % |
| 2000年フランス憲法国民投票             | 33,95 % de participation       |                        |         |
| 2005年欧州憲法選挙                     | 欧州憲法                       | 賛成                   | 59,53 % |
| 2005年欧州憲法選挙                     | 欧州憲法                       | 反対                   | 40,47 % |
| 2005年欧州憲法選挙                     | 72,09 % de participation       |                        |         |

## 画家たちのイヴリーヌ
イヴリーヌを描いた絵画作品は、歴史上の事件を描いたものを除いて、基本的に風景画である。風景画は長くマイナーな分野で、特に19世紀の終わりから印象派の画家たちにより発展した。画家たちがイヴリーヌに魅力を感じたのは、風景とパリからの近さの両方であった。1837年に最初の鉄道路線が開通するとよりアクセスが容易になった。そして農村が主体の県として、今も田園や森林、セーヌ河岸といった風景が存在している。
イヴリーヌでは複数の絵画の派が見られた。
- ウィリアム・ターナーとイギリス人画家の先駆者
- バルビゾン派
- 印象派
- ナビ派
- シャトゥー派 - アンドレ・ドランとモーリス・ド・ヴラマンクはのちにフォーヴィズムに加わった

- Le pont de Mantes
コロー, 1868.
- La Grenouillère
モネ, 1869.
- Châtaigniers à Louveciennes
ピサロ, 1870.
- La Machine de Marly
シスレー, 1873
- Rameur à Chatou
ルノワール, 1879.
- L'auberge du Pont de Poissy
エルネスト・メソニエ、1885年と1889年
- La Terrasse de Marly
ユベール・ロベール
- Les vieux moulins 
リュシアン・アルフォンス・グロ

## 関係者
出身者
居住その他ゆかりある人物
- ルーホッラー・ホメイニー（イラン・イスラム共和国初代最高指導者） - イラン追放後からイラン革命まで、イラクからフランスに渡り、アジール権ないしアジールにしない締結でイヴリーヌ県ノフル＝ル＝シャトー (Neauphle-le-Château) に居住していた。
- ディアナ・ダービン（女優） - 1930-40年代のハリウッド映画で活躍したイギリス系カナダ人の元子役及び女優。ノフル＝ル＝シャトーで死去。